# Brovello-Carpugnino
Brovello-Carpugnino is een gemeente in de Italiaanse provincie Verbano-Cusio-Ossola (regio Piëmont) en telt 607 inwoners (31-12-2004). De oppervlakte bedraagt 8,3 km², de bevolkingsdichtheid is 73 inwoners per km².

## Demografie
Brovello-Carpugnino telt ongeveer 303 huishoudens. Het aantal inwoners steeg in de periode 1991-2001 met 24,9% volgens cijfers uit de tienjaarlijkse volkstellingen van ISTAT.
| Jaar | Inwoneraantal |
| ---- | ------------- |
| 1991 | 437           |
| 2001 | 546           |

## Geografie
De gemeente ligt op ongeveer 445 m boven zeeniveau.
Brovello-Carpugnino grenst aan de volgende gemeenten: Armeno (NO), Gignese, Lesa (NO), Massino Visconti (NO), Stresa.

## Externe link

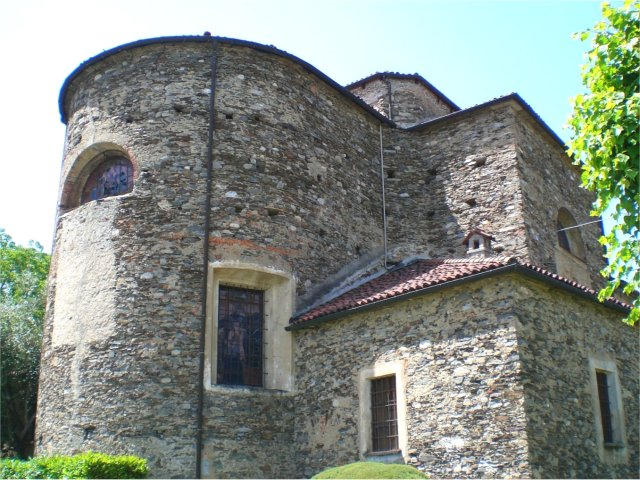
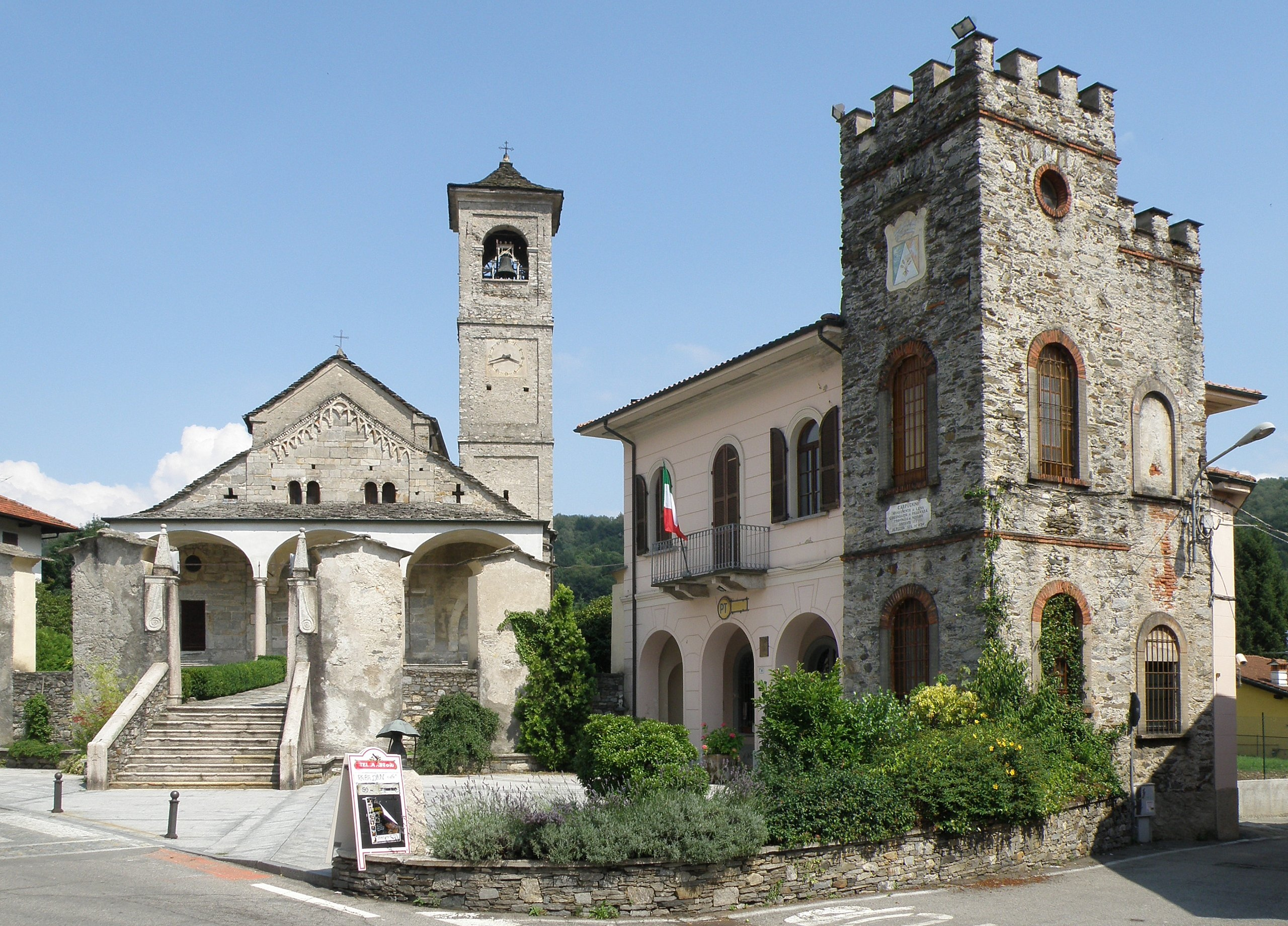